# Friedhof Üetliberg

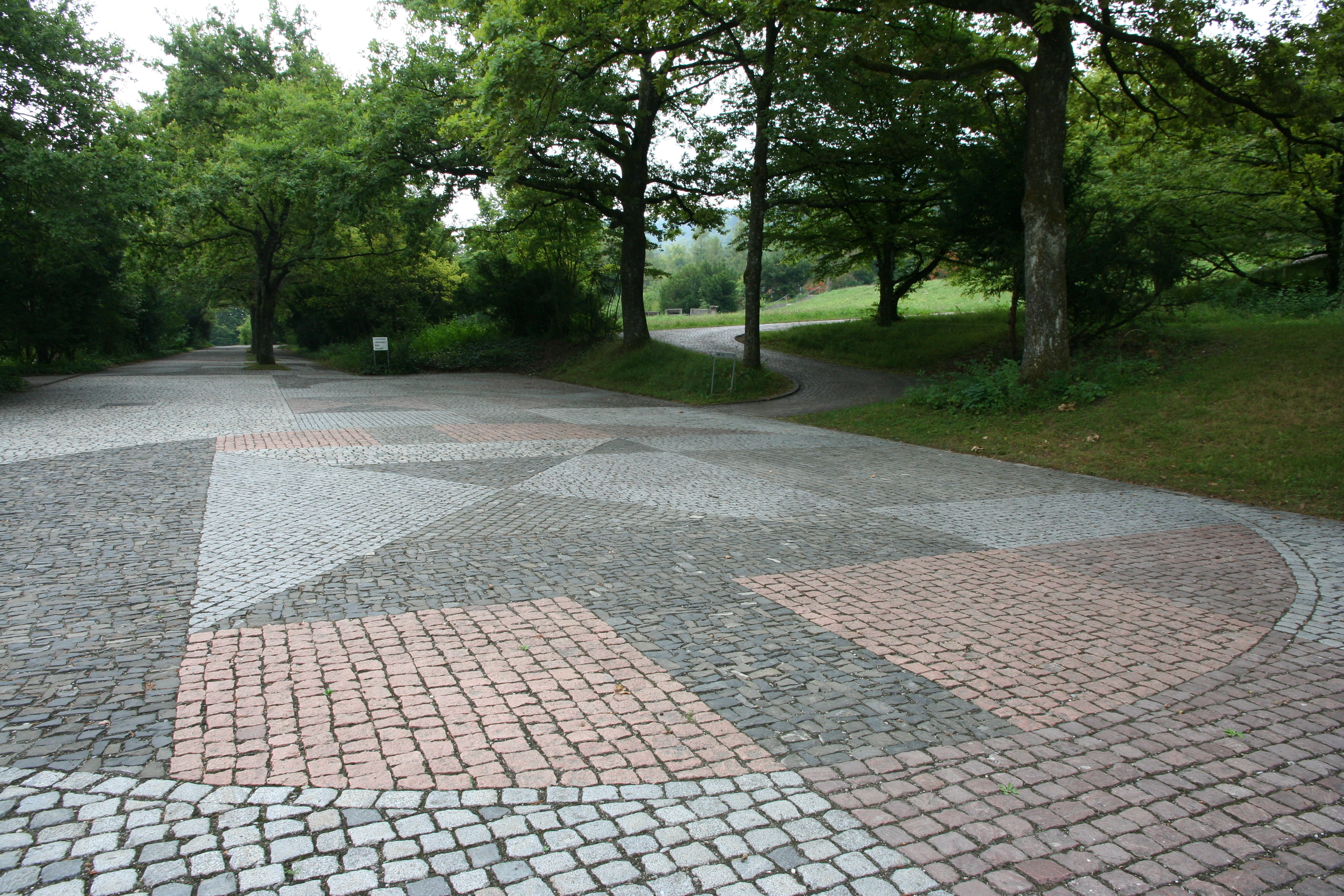
Friedhof Üetliberg, Mosaik von Karl Schimid

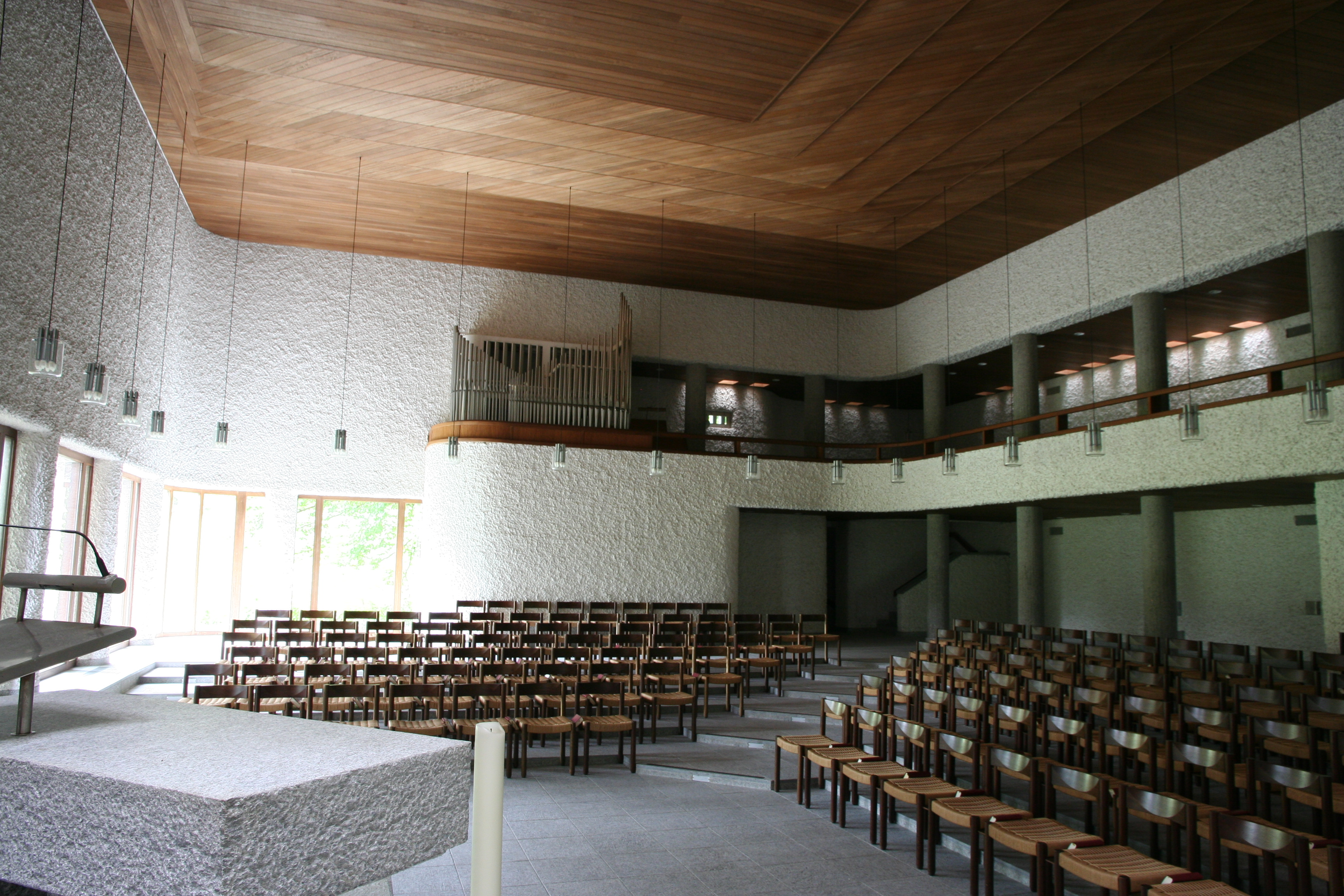
Friedhofskapelle von Werner Gantenbein, Innenansicht

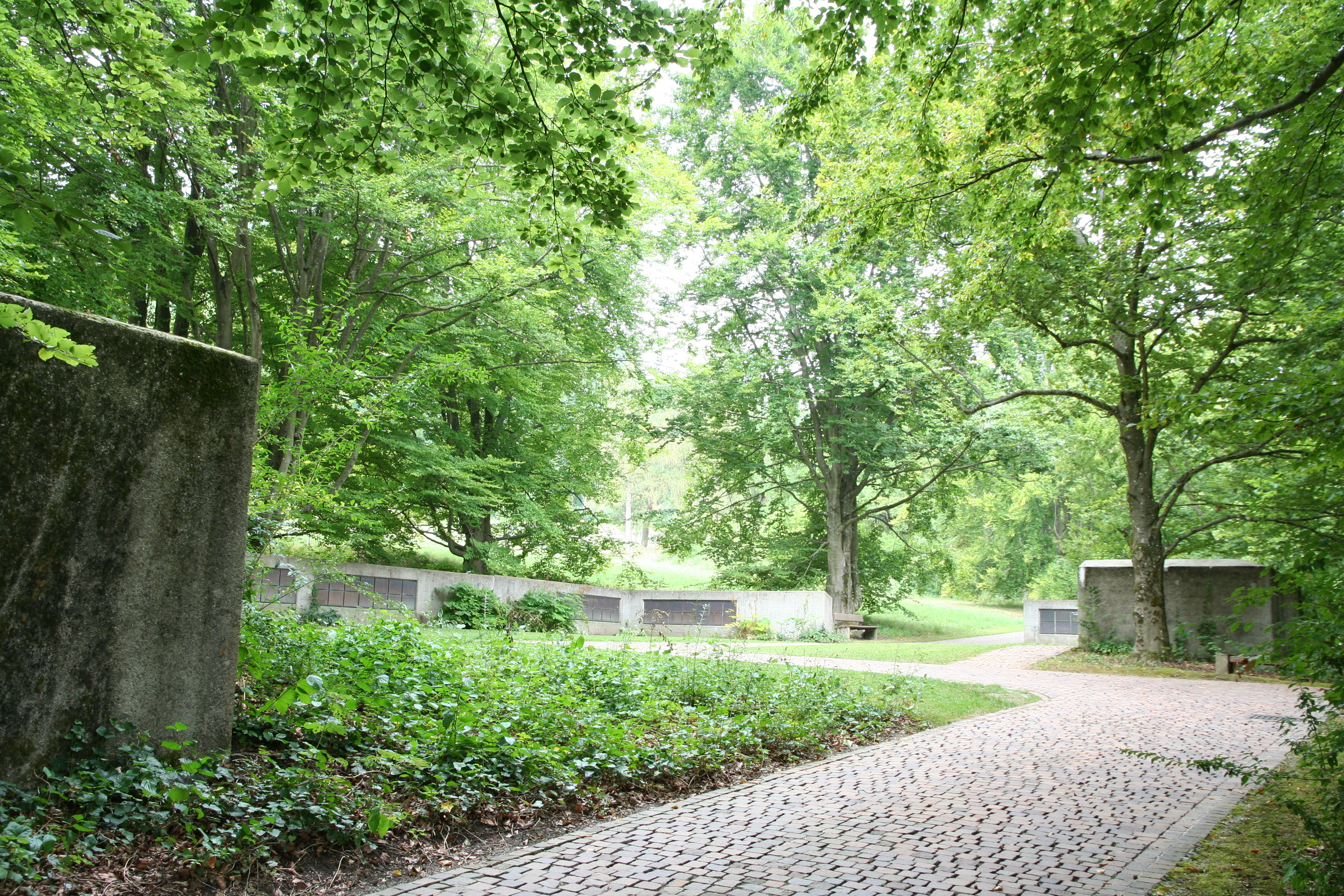
Urnenhöfe

Der Friedhof Üetliberg ist ein Friedhof im Quartier Friesenberg im Südwesten von Zürich. Er liegt am Fusse des Üetlibergs an erhöhter Lage über der Stadt.

## Geschichte
Um den Friedhof Sihlfeld zu entlasten, schrieb die Stadt Zürich im Jahr 1964 einen Wettbewerb für einen neuen Friedhof im Quartier Friesenberg aus. 1972 wurde der Friedhof, der nach Plänen des Architekten Werner Gantenbein und A. Stein errichtet worden war, eingeweiht. Im Jahr 1984 wurde der Friedhof erweitert.

## Areal und Bauten
Das Quartier Friesenberg befindet sich auf steil ansteigendem Gelände. Oberhalb der Wohnhäuser, am Fuss des Üetlibergs, wurde der Friedhof in unmittelbarer Nachbarschaft des Israelitischen Friedhofs Oberer Friesenberg errichtet. Der Friedhof besitzt einen längsrechteckigen Grundriss und kann von allen vier Seiten betreten werden. Der Haupteingang befindet sich auf der nordwestlichen Seite am Borrweg, wo sich auch das Verwaltungs- und das Dienstgebäude befinden. Von dort führt ein breiter Weg, der vom Bildhauer Karl Schmid als Mosaik aus Pflastersteinen gestaltet wurde, zum Abdankungsgebäude im südöstlichen Bereich des Friedhofs. Im Gegensatz zu diesem breiten Weg, der im letzten Drittel geknickt zum Abdankungsgebäude verläuft, sind alle anderen Wege wie der Grundriss des Friedhofs im rechten Winkel angelegt. Die Hochbauten des Friedhofs zeigen eine klare, in Glas- und Betonbändern gegliederte Fassade. Aufgrund seiner erhöhten Lage bietet der Friedhof ein umfassendes Panorama über die Stadt Zürich und das Limmattal.

## Grabstätten bedeutender Persönlichkeiten
Der Friedhof Üetliberg ist die letzte Ruhestätte von:
- Jakob Baur, 1917–1999, Politiker
- Raffaele Doria, 1942–1990, Kunstmaler und Bildhauer
- Adolf Maurer-Steiner, 1911–1998, Stadtrat von Zürich
- Fredy Schulz (Leideck), 1897–1988, Schlagertexter
- Hans Schumacher, 1910–1993, Lyriker